# Masacre de Uruapan
La Masacre de Uruapan se refiere a la fecha del 8 de agosto de 2019, cuando las autoridades mexicanas confirmaron el hallazgo de 19 cadáveres en Uruapan, Michoacán. El Cartel Jalisco Nueva Generación por medio de narcomantas, se adjudicó la masacre, cuyos cuerpos fueron abandonados en tres puntos de la ciudad. Seis de los cuerpos hallados fueron colgados en puente vehicular y otros fueron encontrados descuartizados.
El cártel Jalisco Nueva Generación señaló en las mantas diversas amenazas a supuestos miembros de Los Viagras. Medios y autoridades mexicanas señalaron que este hallazgo está relacionado con las pugnas entre cárteles en el estado de Michoacán, siendo este uno de sus episodios más grotescos.

## Hallazgo
En las primeras horas del 8 de agosto del 2019, corporaciones policiales acudieron a un llamado de emergencia, en el que alertaban por siete cuerpos desmembrados en bulevar Industrial, a unos pasos del puente peatonal de Petróleos de México. Minutos después, autoridades localizaron otros seis cadáveres se encontraron en el bulevar Industrial, pero en el crucero con Libramiento Oriente, en la colonia La Cofradía. Por último, en la colonia México, se encontraron bolsas con restos de tres personas.
Finalmente cerca de las 5 de la mañana, automovilistas alertaron a autoridades policía municipal para reportar 3 cuerpos colgados, así como una lona con un mensaje, en donde refieren que no es la "guerra contra el pueblo", así como amenazas contra presuntos integrantes de Los Viagras. Más tarde, arribaron a los distintos puntos, personal de la Unidad Especializada para realizar el levantamiento de los indicios así como retirar los cuerpos y las mantas que fueron colocadas.

### Antecedentes
Antes de la masacre, el Cártel de Jalisco Nueva Generación (CJNG) había anunciado su arribo al municipio, con una serie de narcomantas las cuales amenazaban de su presencia a otros grupos antagónicos. Por estos hechos fueron detenidas solamente 2 personas.
Meses después, una emboscada suscitada en una zona boscosa del municipio, entre miembros de organizaciones delictivas dejó como saldo 10 muertos y tres heridos, encendiendo las alarmas de las autoridades estatales.

## Investigaciones
En las horas siguientes, autoridades lograron identificar entre las víctimas a un pasante de derecho, un comerciante, un músico, un mesero, una ama de casa y un cerrajero.
Al día siguiente, autoridades confirmaron la detención de 14 personas en el municipio de Silao relacionadas con la masacre, entre ellos dos menores de edad.
En su conferencia matutina el presidente de México, Andrés Manuel López Obrador, lamentó el hallazgo de los cuerpos, mencionando que seguirá combatiendo la delincuencia, con la estrategia vigente, además de señalar el antecedente de que en Michoacán se realizó el primer operativo de las fuerzas armadas, bajo el mando del entonces presidente Felipe Calderón.